# 蒙夫洛里特-拉斯卡萨斯
蒙夫洛里特-拉斯卡萨斯，是西班牙阿拉贡自治区韦斯卡省的一个市镇。总面积29平方公里，总人口207人（2001年），人口密度7人/平方公里。